# Горькая Балка (Ставропольский край)
Горькая Балка — село в Советском районе (городском округе) Ставропольского края Российской Федерации.

## Варианты названия
- Горькая-Балка[2].

## География
Расстояние до краевого центра: 180 км. Расстояние до районного центра: 30 км.

## История
Основано в 1895 году.
Во время оккупации в селе было расстреляно 48 человек мирных жителей, по национальности большинство евреи.
7 января 1943 года село освобождено от немецко-фашистских захватчиков.
С 2004 года и до 1 мая 2017 года село образовывало упразднённое сельское поселение село Горькая Балка.

## Население
| 1925  | 1989  | 2002  | 2010  | 2012  | 2013  | 2014  |
| ----- | ----- | ----- | ----- | ----- | ----- | ----- |
| 4197  | ↘2818 | ↗2924 | ↘2501 | ↘2458 | ↘2439 | ↘2398 |
| 2015  | 2016  | 2017  | 2021  |       |       |       |
| ↘2358 | ↘2352 | ↘2312 | ↘2193 |       |       |       |

Национальный состав
По данным переписи 2002 года, 98 % населения — русские.
По итогам переписи населения 2010 года проживали следующие национальности (национальности менее 1 %, см. в сноске к строке "Другие"):
| Национальность | Численность | Процент |
| -------------- | ----------- | ------- |
| Русские        | 2449        | 97,92   |
| Другие         | 52          | 2,08    |
| Итого          | 2501        | 100,00  |

## Инфраструктура
- Центр культуры и досуга[22]
- Колхоз им. Ленина. Упоминается в 1951-1991 годах[23]
- Колхоз им. Хрущева (бывший колхоз им. Сталина). Упоминается в 1947-1954 годах[23]
- Колхоз им. Кагановича. Упоминается в 1943-1950 годах[23]
- Колхоз им. Коминтерна. Упоминается в 1946-1950 годах[23]
- Колхоз им. Чапаева. Упоминается в 1946-1950 годах[23]
- Колхоз им. Чкалова. Упоминается в 1947-1950 годах[23]

## Образование
- Детский сад № 13 «Вишенка»[24]
- Средняя общеобразовательная школа № 8[25]
- Детская школа искусств[26]

## Люди, связанные с селом
- Блесков, Александр Алексеевич (1922—2006) — Герой Социалистического Труда, более 30 лет был председателем колхоза имени Ленина (село Горькая Балка)[27][28]
- Филимонов, Иван Максимович (1921, село Горькая Балка) — Герой Советского Союза[27][29]
- Шебалков, Андрей Георгиевич (1921, село Горькая Балка — 1980) — Герой Советского Союза[27][30]

## Памятники
- Братская могила советских воинов, погибших в борьбе с фашистами. 1942—1943, 1966, 1989 годы 261610645610005

## Кладбище
- Гражданское кладбище (общественное открытое). Расположено в районе улицы Шоссейной. Площадь участка 41 949 м²[31].